# Hard Hat Mack
Hard Hat Mack ist ein Computerspiel aus dem Jahr 1983. Das von Michael Abbot und Matthew Alexander entwickelte Jump ’n’ Run wurde zunächst von Electronic Arts für den Apple II veröffentlicht, später folgten Portierungen für Atari 800 XL, C64, IBM-PC-kompatible Computer und Amstrad CPC. Neben Archon, Pinball Construction Set, Worms? und M.U.L.E. war es eines der ersten Spiele von Electronic Arts (EA).

## Spielbeschreibung
Der Spieler steuert den Bauarbeiter Mack und versucht in drei sich wiederholenden Levels einen Platz in der Highscore-Tabelle zu belegen. Das Spielprinzip ähnelt dem von Donkey Kong. Der Spieler versucht verschiedene Plattformen mit Hilfe von Leitern, Aufzügen, Trampolinen und so weiter zu erreichen, um dort levelspezifische Aufgaben ausführen zu können.

### Level
- Level 1: In ein Stahlgerüst müssen vier fehlende Stahlträger eingeflochten und später mit einer Presslufthammer ähnlichen Nietpistole („rivet gun“) befestigt werden.
- Level 2: Im zweiten Level müssen sechs Werkzeugkisten eingesammelt werden.
- Level 3: Sechs Stahlklötze müssen in zwei am Boden stehende Maschinen („rivet machine“) geworfen werden.

### Gegner
In den drei Karten tauchen zwei verschiedene Gegner auf, die dem Spieler bei Berührung eines seiner drei Leben abziehen:
- OSHA: Ein Beamter der OSHA. Im Spiel wird er mit Bürstenhaarschnitt, Krawatte und vollkommen humorlos dargestellt. Er sei ein „lebender Beweis der Banalität des Bösen“ („living proof of the banality of evil“[1]). Matthew Alexander beschreibt in der Spielanleitung, wie er während eines Ferienjobs auf die Idee für diesen Gegner kam: Ein Arbeitskollege meinte zu ihm, dass sie nur froh sein könnten, dass kein OSHA-Inspekteur auf dieser Baustelle sei.
- Vandals: Die Vandalen werden abwertend als Punks dargestellt. Im Spiel mit aufgestellten Haaren erscheinend, sollen sie der Meinung sein, dass die Bauarbeiten ihre Nachbarschaft verhunzen („spoil“). Sie hätten zudem „kein Gefühl für den Wert des Lebens.“ („no sense of the value of life.“[1])

### Mack
Mack wird im Spiel beschrieben als ein „redlicher Held der Arbeiterklasse“ („bona fide working class hero“). Er solle selbst John Henry (fiktionaler, amerikanischer Volksheld der Arbeiterklasse) beschämen. Als Leser von Eric Hoffer und angetrieben von Muffins („cupcakes“) habe er einen „unerschütterlichen Glauben in die Arbeitsmoral.“ („unshakable belief in the work ethic.“)

## Rezeption
Schon 1985 erlangte das Spiel im Happy Computer Sonderheft 1/1985 den Status eines „Leiterspiel-Klassikers“, das „Profis auch heute noch ganz schön ins Schwitzen bringt.“